# Bothrogonia transversa
Bothrogonia transversa är en insektsart som beskrevs av Young 1986. Bothrogonia transversa ingår i släktet Bothrogonia och familjen dvärgstritar. Inga underarter finns listade i Catalogue of Life.